# Mirjam Novero
Mirjam Novero (25 de mayo de 1915-14 de enero de 1996), también conocida como Mirjam Novero-Laine, fue una actriz finlandesa. En su faceta teatral, trabajó en el Tampereen Työväen Teatteri y en el Teatro nacional de Finlandia. También es recordada por participar en las películas dirigidas por su esposo, Edvin Laine, entre ellas Täällä Pohjantähden alla, Akseli ja Elina, Pohjantähti, Niskavuoren Heta y Isäpappa ja keltanokka. Novero fue actriz únicamente en películas dirigidas por Laine.
Además de actriz, Novero también escribió artículos y dos libros infantiles.

## Biografía
Su nombre completo era Mirjam Emma Novero, y nació en Tampere, Finlandia. Sus dotes interpretativas se descubrieron en 1939 cuando actuó en la opereta Preciosa. Con talento mímico y vocal, en otoño de ese mismo año 1939 pudo actuar en Katonrajassa, seleccionada por Kosti Elo y Edvin Laine. En la primavera de 1938 Laine se había fijado en Novero, que actuaba en Salon ruusu. En Katonrajassa, Novero y Laine tuvieron su primera escena juntos, encarnando ella a la hija de Laine. Durante el período de la Paz interina en 1940, Novero pasó al Tampereen Työväen Teatteri.
Novero se casó en 1941 con Edvin Laine, permaneciendo juntos hasta la muerte de él en 1989. La pareja se había conocido en el  Tampereen Työväen Teatteri. Laine dirigió diferentes obras teatrales y producciones cinematográficas en las cuales actuaba Novero, y la actriz actuó también un tiempo en el Teatro nacional de Finlandia. Novero sai myös muutamia hieman isompia rooleja.
En el año 1942 nació el primogénito de Novero y Laine, Jarmo, que aparecía al siguiente año en la película de su padre Yrjänän emännän synti. En el invierno de 1944 el niño enfermó. Hubo de ser trasladado a Helsinki, coincidiendo el viaje de ida y el de vuelta con bombardeos durante la Segunda Guerra Mundial, Jarmo finalmente murió a su vuelta a Tampere. Mirjam Novero finalmente dejó el teatro tras el nacimiento de su hijo Jarna.
Mirjam Novero falleció en 1996 en Helsinki a causa de una larga enfermedad. Fue enterrada junto a su esposo en el Cementerio de Hietaniemi.

## Filmografía
- 1946 : Kultainen kynttilänjalka
- 1948 : Laitakaupungin laulu
- 1948 : Onnen-Pekka
- 1949 : Prinsessa Ruusunen
- 1950 : Isäpappa ja keltanokka
- 1952 : Niskavuoren Heta
- 1954 : Kunnioittaen
- 1957 : Niskavuori taistelee
- 1958 : Sven Tuuva
- 1962 : Pinsiön parooni
- 1962 : Pikku Suorasuu
- 1968 : Täällä Pohjantähden alla
- 1970 : Akseli ja Elina
- 1973 : Pohjantähti

## Libros
- Aseisiin aviovaimot. Kirjayhtymä, Helsinki 1972
- Noita Röppänä ; kuv. Lea Honka-Rentola. Tammi 1981
- Kalle Kankkunen ; kuv. Anneli Qveflander. Tammi 1983